# Stiphodon aureorostrum
Stiphodon aureorostrum är en fiskart som beskrevs av Chen och Tan 2005. Stiphodon aureorostrum ingår i släktet Stiphodon och familjen smörbultsfiskar. Inga underarter finns listade i Catalogue of Life.